# آدل رومانسکی
آدل رومانسکی (انگلیسی: Adele Romanski؛ زادهٔ ۱۰ نوامبر ۱۹۸۲) تهیه‌کننده فیلم است.
وی همچنین برندهٔ جوایزی همچون جایزه اسکار بهترین فیلم شده‌است.